# 김종학 (화가)
김종학(1937년~)은 대한민국의 화가이자 교수이다.

## 생애
'설악의 화가'라 불리는 김종학은 1937년 평안북도 신의주에서 출생했다. 1980년에 들어서면서 그는 '추상에 기초를 둔 구상'으로 설악의 사계를 그리기 시작했고, 설악산에 들어가 살면서 꽃을 주로 그리기 시작했기에 '설악의 화가' '꽃의 화가'로 널리 알려지게 되었다.
2011년 미술월간지 ‘아트프라이스’와 한국미술시가감정협회가 공동으로 미술관과 화랑 등에서 화가, 미술 애호가, 관람객 5,734명을 상대로 설문조사한 결과 그는 국내 생존 작가 중 인지도가 높은 3위로 선정되었다. (1위 이우환/ 2위 천경자)
28년 동안 자녀들에게 보낸 250통이 넘는 그림 편지를 책으로 엮어 발간하기도 했다.

## 학력 및 주요 경력

### 학력
- 1962년 서울대학교 미술대학 회화과 졸업
- 동경미술대학 서양화 판화과 연수
- 프랫대학원 그래픽 센터 연수

### 경력
- 강원대학교 미술교육과 교수
- 서울대학교 미술대학 교수

### 수상
- 1966년 동경국제판화비엔날레 장려상[5]
- 1983년 제1회 대한민국 미술대전 특선
- 2001년 이인성 미술상

## 전시회

### 개인전
- 2012년 〈김종학의 다정〉서울 갤러리 현대
- 2011년 〈회고전〉과천 국립현대미술관[6]

### 단체전
- 2010년 〈2010 한국 현대미술의 중심에서〉서울 갤러리 현대

## 저서
- 《김종학의 편지 - 화가 아버지가 딸에게 보낸 그림편지》2012년. 마로니에북스 ISBN 9788960532342